# Verwaltungsgemeinschaft Lindenberg-Eichsfeld
La communauté d'administration de Lindenberg-Eichsfeld (Verwaltungsgemeinschaft Lindenberg/Eichsfeld) réunit huit communes de l'arrondissement d'Eichsfeld en Thuringe. Elle a son siège dans la commune de Teistungen et a été créée le 25 avril 1991.

## Géographie

La communauté d'administration de lindenberg-Eichsfeld

La communauté regroupe 8 055 habitants en 2010 pour une superficie de 82,10 km2 (densité : 98,1 hab/km2.
Communes (population en 2010) : 
- Berlingerode (1 222) ;
- Brehme (1 119) ;
- Ecklingerode (772) ;
- Ferna (572) ;
- Hundeshagen (1 238) ;
- Tastungen (269) ;
- Teistungen (2 487) ;
- Wehnde (376).

La communauté d'administration est située dans le nord de l'arrondissement, à la limite avec l'arrondissement de Göttingen en Basse-Saxe et celui de Osterode am Harz. Elle tire son nom du mont Lindenberg (286 m d'altitude) et de la région du Bas-Eichsfled où elle est située.
la commune de Ferna a rejoint la communauté d'administration en 2004.